# اسلام‌شناسی
مطالعات اسلامی یا اسلام‌شناسی به مطالعه دانشگاهی اسلام اشاره دارد. مطالعات اسلامی را حداقل در دو دیدگاه می‌توان در نظر گرفت:
- از دیدگاه سکولار: مطالعات اسلامی رشته‌ای از تحقیقات دانشگاهی است که موضوع آن اسلام به عنوان دین و تمدن است.
- از دیدگاه سنتی اسلامی: مطالعات اسلامی یک چتر برای «علوم دینی» است (علوم الدین، متمایز از علوم غیر دینی مانند ریاضیات، فیزیک، شیمی، نجوم و فلسفه)، که توسط علما یا دانشمندان اسلامی دنبال می‌شود.

## بررسی اجمالی
طبق نشریه مطالعات اسلامی آکسفورد، علوم دینی / مطالعات اسلامی «در درون تمدن اسلامی، … شکل فعلی خود را پیدا کردند و در کنار مکاتب رقیب شکل گرفتند تا یک سنت ادبی به زبان عربی میانه» را در عراق شکل دهند.

### مطالعات اسلامی در فضای آکادمیک
مطالعات اسلامی در جهان اسلام مدرن علاوه بر علوم سنتی اسلامی، شامل رشته‌های جدیدتری است که به‌طور کلی در غرب سکولار تلقی می‌شوند، مانند علوم اسلامی و اقتصاد اسلامی.